# الإسلام في جزر ماريانا الشمالية
يعتبر المسلمون في جزر ماريانا الشمالية أقلية ويشكلون أقل من واحد بالمئة من مجموع سكان البلاد، ووفقا لتقرير لمركز بيو للدراسات في عام 2009، هناك 1000 مسلم في جزر ماريانا الشمالية ويشكلون ما يقرب من 0.7 ٪ من السكان.

## مرجع
1. ↑  "Religions in Northern Mariana Islands | PEW-GRF". www.globalreligiousfutures.org. مؤرشف من الأصل في 2019-04-21. اطلع عليه بتاريخ 2019-11-14.
2. ↑   https://web.archive.org/web/20130725072248/http://www.pewforum.org/uploadedfiles/Topics/Demographics/Muslimpopulation.pdf. مؤرشف من الأصل (PDF) في 2013-07-25. {{استشهاد ويب}}: الوسيط |title= غير موجود أو فارغ (مساعدة)